# Der Kommissar/Episodenliste
Diese Liste der Episoden von Der Kommissar enthält alle Episoden der deutschen Fernsehkrimiserie Der Kommissar sortiert nach der deutschen Erstausstrahlung. Die Serie umfasst 97 Episoden. Die Erstausstrahlung wurde in Deutschland vom 3. Januar 1969 bis zum 30. Januar 1976 vom ZDF gesendet.

## Hauptpersonen
- Erik Ode als Kommissar Herbert Keller
- Günther Schramm als Inspektor Walter Grabert
- Reinhard Glemnitz als Inspektor Robert Heines
- Fritz Wepper als Kriminalhauptmeister Harry Klein (bis Folge 71, später Assistent von Horst Tappert in Derrick)
- Elmar Wepper als Kriminalhauptmeister Erwin Klein (ab Folge 71, als Nachfolger seines Bruders Fritz)
- Emily Reuer als Kriminalassistentin Helga Lauer (bis Folge 26)
- Helma Seitz als Kriminalassistentin Rehbein (außer in zwanzig Episoden)
- Rosemarie Fendel als Franziska Keller, Gattin des Kommissars (unregelmäßig in frühen Episoden)

## Episoden
Die ersten sieben der acht Staffeln sind in jeweils 12 Einzelfolgen unterteilt, lediglich die achte Staffel umfasst nur 10 Folgen. Die Staffelzuweisung wurde von einem Video-on-Demand-Anbieter übernommen.
Einzelfolgen, die nicht Teil einer Staffel sind, wurden aus technischen Gründen mit „0/0“ für ohne Angabe gekennzeichnet. Die erhältliche Kaufkollektion umfasst 94 Folgen auf insgesamt 24 DVDs.
| Nr. (ges.) | Nr. (St.) | Originaltitel                                   | Zusammenfassung | Erstausstrahlung D | Regie               |
| ---------- | --------- | ----------------------------------------------- | --- | ------------------ | ------------------- |
| 1          | 1/1       | Toter Herr im Regen                             | Der Mord an dem 50-jährigen Geschäftsmann Dr. h. c. Steiner muss geklärt werden. Zu den Verdächtigen zählt auch das familiäre Umfeld des Mannes. Kommissar Herbert Keller nimmt bei seinen Ermittlungen den 23-jährigen Stiefsohn Wolfgang besonders ins Visier. Gastdarsteller: Alwy Becker, Dorothea Wieck, Charlotte Witthauer, Friedrich Karl Grund, Susanne Barth, Ursula Grabley, Ingrid Simon, Rainer Penkert, Johannes Buzalski. | 3. Jan. 1969       | Wolfgang Becker     |
| 2          | 1/2       | Das Messer im Geldschrank                       | Die Reinigungskraft eines Nachtclubs entdeckt am Morgen die Leiche eines der Animiermädchen, welches erstochen wurde. Kommissar Keller versucht über eines der anderen Mädchen an nützliche Informationen zu gelangen. Gastdarsteller: Ann Smyrner, Lukas Ammann, Wolfgang Völz, Herbert Bötticher, Michael Maien, Trude Breitschopf. | 17. Jan. 1969      | Wolfgang Becker     |
| 3          | 1/3       | Ratten der Großstadt                            | Der Gastwirt einer verrufenen Kneipe, in der hauptsächlich Landstreicher, Alkoholiker und Kleinkriminelle verkehren, wurde ermordet. Grabert ermittelt unter falscher Identität im Milieu. Gastdarsteller: Horst Frank, Hilde Volk, Ilona Grübel, Gerd Baltus, Klaus Schwarzkopf, Werner Pochath, Heini Göbel, Dietrich Thoms, Fred Haltiner. | 31. Jan. 1969      | Theodor Grädler     |
| 4          | 1/4       | Die Tote im Dornbusch                           | Die Leiche der Wirtin eines Autobahnrestaurants wurde entdeckt. Unter der Kundschaft finden sich nicht nur viele Gäste von fragwürdigem Ruf, sondern auch zahlreiche Männerbekanntschaften der Ermordeten. Gastdarsteller: Paul Albert Krumm, Ellen Umlauf, Jan Hendriks, Sigurd Fitzek, Arthur Brauss, Thomas Astan, Alice Treff, Walter Ladengast, Sepp Rist. | 21. Feb. 1969      | Georg Tressler      |
| 5          | 1/5       | Ein Mädchen meldet sich nicht mehr              | Die Tochter des Schuldirektors Stein ist ermordet worden. Erst als ein anonymer Anruf eingeht, ergibt sich eine Spur zu einem Verdächtigen. Gastdarsteller: Monika Peitsch, Til Erwig, Günther Ungeheuer, Peter Chatel, Rudolf Schündler, Eduard Linkers, Wolfgang Engels. | 14. März 1969      | Theodor Grädler     |
| 6          | 1/6       | Die Pistole im Park                             | Ein reicher Finanzmanager bittet Kommissar Keller um Polizeischutz, da angeblich auf ihn geschossen wurde. Zögerlich nimmt der Kommissar an. Erst als es tatsächlich zu einem Mord an dem Gärtner kommt, entwickelt er Interesse. Jetzt aber stößt er bei dem Manager auf Widerstand. Gastdarsteller: Marianne Koch, Peter van Eyck, Rose Renée Roth, Hermann Lenschau. | 21. März 1969      | Wolfgang Becker     |
| 7          | 1/7       | Keiner hörte den Schuss                         | Der Angestellte eines Juweliers wurde mitten in der Stadt ermordet. Aufgrund des Lärms einer nahe gelegenen Baustelle hat es niemand bemerkt. Auch die weiteren Ermittlungen stellen sich als äußerst schwierig heraus. Gastdarsteller: Marianne Hoppe, Michael Hinz, Erika Pluhar, Ernst Fritz Fürbringer, Walter Rilla, Peter Fricke, Horst Sachtleben, Pattie Boyd, Amanda Lear. | 18. Apr. 1969      | Wolfgang Becker     |
| 8          | 1/8       | Der Tod fährt 1. Klasse                         | Im Nachtzug nach München wird ein totes Mädchen aufgefunden. Zwar gibt es einen Geständigen, aber dieser verstrickt sich in Widersprüche, und Kommissar Keller zweifelt seine Schuld an. Gastdarsteller: Franz Schafheitlin, Martin Lüttge, Wolfried Lier, Harry Engel, Hans Jaray, Nikolaus Paryla, Leo Bardischewski, Ursula Ludwig. | 2. Mai 1969        | Wolfgang Becker     |
| 9          | 1/9       | Geld von toten Kassierern                       | Der Kommissar ermittelt im Fall eines Serientäters, der mehrere kleine Bankfilialen ausgeraubt hat. Erst als ein Mord geschieht, beginnt er eine Spur zu sehen. Zum ersten Mal nimmt Helga Lauer an den Ermittlungen teil. Gastdarsteller: Siegfried Lowitz, Eva Brumby, Monika Zinnenberg, Götz Burger, Hartmut Reck, Kurt Jaggberg, Eduard Linkers, Dietrich Thoms, Wolfgang Stumpf, Martin Urtel, Barbara Bertram. | 16. Mai 1969       | Georg Tressler      |
| 10         | 1/10      | Schrei vor dem Fenster                          | Der Ehemann der Schauspielerin Irene Pauli ist erschossen worden. Hauptverdächtiger ist der Sohn. Während es zu einer Verfolgungsjagd im nächtlichen München kommt, kommen Kommissar Keller Zweifel an der Schuld des jungen Manns. Gastdarsteller: Maria Schell, Eva-Ingeborg Scholz, Veit Relin, Hans Hermann Schaufuß, Stella Mooney. | 6. Juni 1969       | Dietrich Haugk      |
| 11         | 1/11      | Die Schrecklichen                               | Das Mordopfer wird diesmal im Englischen Garten gefunden. Die Ermittlungen führen in ein Lokal, in dem sich einander widersprechende Zeugen und einige kauzige Rentner finden, die mehr zu wissen scheinen als sie zugeben. Gastdarsteller: Helga Anders, Anita Höfer, Hans Schweikart, Albert Hörrmann, Karl Hellmer, Dirk Dautzenberg, Thomas Ohrner, Karl Walter Diess. | 11. Juli 1969      | Zbyněk Brynych      |
| 12         | 1/12      | Die Waggonspringer                              | Ein Mordopfer im Güterzug. Der Tote gehörte zu einer Gruppe, die Güterzüge in freier Fahrt erklimmen und ausrauben. Gastdarsteller: Erik Schumann, Ralf Schermuly, Ulli Kinalzik, Andreas Seyferth, Rüdiger Bahr, Thomas Astan, Leo Bardischewski, Lisa Helwig. | 7. Nov. 1969       | Theodor Grädler     |
| 13         | 2/1       | Auf dem Stundenplan: Mord                       | Berufsschullehrer Dr. Dommel findet eine tote Schülerin in seinem Arbeitszimmer. Da er Gefühle für das Opfer hatte, gerät er schnell ins Zentrum der Verdächtigungen. Kommissar Keller traut der Vorverurteilung nicht. Gastdarsteller: Thomas Holtzmann, Vadim Glowna, Renate Grosser, Eva Kinsky, Hans Quest, Herwig Walter, Hannes Gromball, Lieselotte Quilling, Sigfrit Steiner, Trude Breitschopf. | 28. Nov. 1969      | Theodor Grädler     |
| 14         | 2/2       | Das Ungeheuer                                   | Ein Liebespaar entdeckt ein totes Mädchen in einem Wald. Ermittlungen in der Nachbarschaft ergeben nichts als Klatsch, Beschuldigung und Intrigen. Kommissar Keller ist sich jedoch sicher, den Täter hier zu finden. Gastdarsteller: Volker Lechtenbrink, Claudia Golling, Paul Edwin Roth, Inge Langen, Manfred Seipold, Hannelore Elsner, Camilla Spira, Rainer Basedow, Klaus Höhne, Erne Seder, Herbert Steinmetz. | 19. Dez. 1969      | Dietrich Haugk      |
| 15         | 2/3       | Der Papierblumenmörder                          | Ein junges Mädchen ist ermordet worden. Die Ermittlungen führen ins Hippiemilieu sowie in das Umfeld eines Erziehungsheimes, in dem verwahrloste Mädchen von einem älteren Herrn mit sexuellen Interessen aufgesucht werden. Gastdarsteller: Christiane Schröder, Thomas Fritsch, Herbert Tiede, Kurt Horwitz, Evi Mattes, Ursula Wolff, Gisela Fischer, Hilde Weissner. | 16. Jan. 1970      | Zbyněk Brynych      |
| 16         | 2/4       | Tod einer Zeugin                                | Mord in einem Mietshaus. Bei den Nachforschungen unter den Nachbarn stellt sich schnell heraus, dass das Opfer erstaunlich reich war. Götz George ist in einer Rolle zu sehen, deren Charakterisierung auffällig mit seiner später verkörperten Figur Horst Schimanski übereinstimmt. In dieser Folge ist wiederholt das Lied A Banda in der Instrumentalversion von Herb Alpert zu hören. Gastdarsteller: Götz George, Wolfgang Spier, Josef Vinklář, Klaus Dahlen, Werner Bruhns, Renate Roland, Hans Elwenspoek, Claudia Bethge. | 6. Feb. 1970       | Zbyněk Brynych      |
| 17         | 2/5       | Parkplatz-Hyänen                                | Ein Mordopfer wird auf einem abgelegenen Parkplatz entdeckt. Die Spur führt in ein verrufenes Wohnviertel und dort zu der Familie Boszilke, einer Ansammlung höchst dubioser Außenseiter und Lebenskünstler. Gastdarsteller: Marianne Hoppe, Johannes Heesters, Werner Pochath, Fred Haltiner, Ida Krottendorf, Günther Neutze, Maria Landrock, Evi Mattes, Hannes Kaetner, Hartmut Neugebauer, Johannes Buzalski. | 27. Feb. 1970      | Zbyněk Brynych      |
| 18         | 2/6       | Dr. Meinhardt’s trauriges Ende                  | Dr. Meinhardt, ein 60-jähriger, reicher Geschäftsmann, wird tot im Garten seiner Villa gefunden. Man hat ihn offensichtlich aus dem Balkonfenster gestoßen. Kommissar Keller und sein Team finden heraus, dass Dr. Meinhardt am Abend zuvor Gäste hatte. Außerdem hatte Meinhardt Kontakt zu einer Clique junger Leute, die er großzügig unterstützt und beschenkt hatte. Auf ebendiese Gruppe konzentriert die Kripo ihre Ermittlungen. Gastdarsteller: Luise Ullrich, Richard Münch, Karl John, Michael Verhoeven, Ilona Grübel, Christof Wackernagel, Monika Lundi, Hanna Burgwitz, Michael Gahr.                                                               | 13. März 1970      | Michael Verhoeven   |
| 19         | 2/7       | In letzter Minute                               | Der wegen Totschlag verurteilte Kossitz soll aus dem Zuchthaus entlassen werden. Bei seiner Verurteilung hatte er Rache an seinen Hauptbelastungszeugen geschworen. Kommissar Keller soll Schlimmeres verhindern. Dies ist nicht nur die Folge, in der am meisten Alkohol konsumiert wird (insgesamt 27 Drinks), sondern auch die einzige Folge, in der niemand getötet wird! Gastdarsteller: Heinz Reincke, Gisela Uhlen, Maria Sebaldt, Peter Eschberg, Eva Kinsky, Gerd Vespermann, Eric Pohlmann, Horst Sachtleben, Leo Bardischewski. | 3. Apr. 1970       | Wolfgang Becker     |
| 20         | 2/8       | Messer im Rücken                                | In einem Vorort steigt ein Fahrgast in ein Taxi. Er hat einen Messerstich in seinem Rücken. Erst ein Foto, das ein Pressefotograf gemacht hat, bringt den Kommissar auf die richtige Spur. Gastdarsteller: Helmut Käutner, Ursula Lingen, Herbert Bötticher, Christiane Krüger, Werner Kreindl, Jörg Pleva, Lisa Helwig, Albert Hehn, Robert Naegele. | 24. Apr. 1970      | Wolfgang Staudte    |
| 21         | 2/9       | … wie die Wölfe                                 | Frau Kluge gewinnt 3000 Mark im Lotto und wird ermordet. Bei den Ermittlungen in der Nachbarschaft findet Kommissar Keller heraus, dass nahezu alle Geld von ihr wollten. Gastdarsteller: Grete Mosheim, Horst Tappert, Ann Höling, Volkert Kraeft, Heinz Meier, Dietrich Thoms, Pierre Franckh, Wolfgang Engels. | 15. Mai 1970       | Wolfgang Staudte    |
| 22         | 2/10      | Tod eines Klavierspielers                       | Ein Mordopfer stellt sich als Pianist heraus, der in einer Kneipe spielte, in der die Halbwelt verkehrte. Doch seine Rolle beschränkte sich nicht aufs Klavierspielen. Dies ist das erste Mal in der Reihe, dass die Auflösung am Ende in einer filmischen Rückblende dargestellt wird. Gastdarsteller: Ingrid Andree, Günther Ungeheuer, Wolfgang Zerlett, Georg Lehn, Lambert Hamel, Mogens von Gadow, Franziska Stömmer, Irmhild Wagner. | 5. Juni 1970       | Michael Kehlmann    |
| 23         | 2/11      | Tödlicher Irrtum                                | Ein Mann gesteht einem Pfarrer einen Mord. Aber die angeblich Getötete lebt. Dafür findet man eine andere Leiche in ihrem Haus. Gastdarsteller: Agnes Fink, Ullrich Haupt, Kurt Ehrhardt, Konrad Georg, Dieter Kirchlechner, Anton Diffring, Thomas Astan. | 26. Juni 1970      | Wolfgang Becker     |
| 24         | 2/12      | Eine Kugel für den Kommissar                    | Ein Attentat auf den Kommissar endet mit einem Streifschuss. Während der Täter einen zweiten Versuch ankündigt, ermittelt Frau Keller eigenmächtig in der Münchener Unterwelt. In dieser Folge führte Erik Ode selbst Regie. Außerdem wird hier die Adresse des Kommissars genannt: Bauerstr. 8. Gastdarsteller: Harald Juhnke, Klaus Löwitsch, Gert Günther Hoffmann, Horst Michael Neutze, Johannes Buzalski. | 18. Sep. 1970      | Erik Ode            |
| 25         | 3/1       | Der Mord an Frau Klett                          | Ein Lumpensammler entdeckt die Leiche einer Frau. Kommissar Keller ermittelt in prekärem Milieu. Gastdarsteller: Alfred Balthoff, Hanns Ernst Jäger, Vadim Glowna, Else Knott, Hilde Volk, Laurence Bien. | 9. Okt. 1970       | Dietrich Haugk      |
| 26         | 3/2       | Die kleine Schubelik                            | Ein Bierlieferant will dem Tagelöhner Schubelik die Rechnung überreichen, aber der liegt tot in seiner Laube. Der Kommissar muss den Vorabend rekonstruieren, an dem eine Feier in der Laube stattfand, bei der auch die Tochter des Toten anwesend war. In dieser Folge tritt Helga Lauer zum letzten Mal auf. Gastdarsteller: Erni Mangold, Susanne Schaefer, Peter Kuiper, Margarethe von Trotta, Sigfrit Steiner, Thomas Piper. | 30. Okt. 1970      | Georg Tressler      |
| 27         | 0/0       | Anonymer Anruf                                  | Kurt Gersdorf wird in eine Falle gelockt, ihm soll ein Mord angehängt werden. Der Kommissar ist nicht von seiner Schuld überzeugt und ermittelt in einem Sumpf von Eifersucht, Neid und gekränkter Ehre. Gastdarsteller: Martin Lüttge, Gerlinde Locker, Jürgen Goslar, Dunja Rajter, Hanne Hiob, Friedrich Joloff, Paul Edwin Roth. | 20. Nov. 1970      | Helmut Käutner      |
| 28         | 3/3       | Drei Tote reisen nach Wien                      | Die drei Freunde, der Gärtner Bessmer (Herbert Steinmetz), der Buchhändler Sasse (Hans Caninenberg) und Großfabrikant Roth (Dieter Borsche) erlauben sich gelegentlich einen kleinen Ausflug aus ihrer kleinbürgerlichen Welt. Diesmal geht es nach Wien. Nach ihrer Rückkehr erhalten die Männer eine telefonische Morddrohung. Als Bessmer auf offener Straße tödliche Schüsse treffen, muss Kommissar Keller herausfinden, was in Wien wirklich geschah. Dort trifft er auf den auch später aus dem Tatort bekannten Oberinspektor Marek. Weitere Gastdarsteller: Christoph Bantzer, Karl Hellmer, Sepp Rist, Kitty Speiser, Fritz Eckhardt.                    | 18. Dez. 1970      | Dietrich Haugk      |
| 29         | 3/4       | Der Moormörder                                  | Spaziergänger finden eine Leiche im Moor. Noch während der Ermittlungen geschieht ein zweiter Mord, offenbar handelt es sich um denselben Täter. Gastdarsteller: Louise Martini, Harald Leipnitz, Charles Regnier, Hilde Hildebrand, Gustl Halenke, Hartmut Becker, Simone Rethel, Maria Landrock, Willy Friedrichs, Angelika Zielcke. | 8. Jan. 1971       | Wolfgang Becker     |
| 30         | 3/5       | Besuch bei Alberti                              | Ermittlungen in der Chefetage. Firmenbesitzer Alberti fiel durch erhöhte Nervosität auf, als ein Angestellter später als gewöhnlich die Firma verließ. Tatsächlich wurde dieser auf die Weise um ein Haar Zeuge eines Mordes. Gastdarsteller: Christine Wodetzky, Herbert Mensching, Klaus Schwarzkopf, Carl Lange, Peter Dornseif. | 29. Jan. 1971      | Wolfgang Staudte    |
| 31         | 3/6       | Ende eines Tanzvergnügens                       | Ein junger Mann kehrt von einer Tanzveranstaltung nicht mehr lebend zurück. Der Kommissar kann zwar den Kreis der Verdächtigen überschauen, aber alle Befragten der Feier verhalten sich merkwürdig schweigsam. Gastdarsteller: Karl-Michael Vogler, Gisela Peltzer, Alice Treff, Dirk Dautzenberg, Ellen Umlauf, Friedrich Maurer, Alexandra Marischka. | 26. Feb. 1971      | Wolfgang Staudte    |
| 32         | 3/7       | Die Anhalterin                                  | Ein Mädchen wird tot auf den Eisenbahnschienen entdeckt. Offensichtlich sollte es nach Selbstmord aussehen, aber die Untersuchungen ergeben, dass die junge Frau ermordet wurde. Es stellt sich heraus, dass sie regelmäßig als Anhalterin gefahren ist, immer mit demselben LKW-Fahrer. Gastdarsteller: Karin Baal, Peer Schmidt, Werner Pochath, Hans-Michael Rehberg, Max Mairich, Friedrich G. Beckhaus, Lambert Hamel, Helga Lehner, Ellen Frank, Willy Harlander. | 19. März 1971      | Wolfgang Staudte    |
| 33         | 3/8       | Lagankes Verwandte                              | Einbruch beim Juwelier. Der Täter wird überrascht und ermordet den Ladeninhaber. Kommissar Keller vermutet den Täter, der über sehr gute Ortskenntnisse verfügte, in der Verwandtschaft. Gastdarsteller: Josef Meinrad, Ralf Schermuly, Susanne Uhlen, Volker Lechtenbrink, Martin Urtel, Konrad Georg, Margit Weinert, Ann Höling, Hannes Kaetner. | 16. Apr. 1971      | Wolfgang Becker     |
| 34         | 3/9       | Der Tote von Zimmer 17                          | Ein Hotelgast wird tot aufgefunden. Bald stellt sich heraus, dass er beim Personal ausgesprochen unbeliebt war. Der Kommissar vermutet, dass der Täter dort zu finden ist. Gastdarsteller: Peter Pasetti, Hannelore Elsner, Peter Chatel, Günter Mack, Hans Quest, Hans Schweikart, Joseph Offenbach, Ursula Grabley, Paula Braend. | 7. Mai 1971        | Wolfgang Becker     |
| 35         | 3/10      | Lisa Bassenges Mörder                           | Lisa Bassenge wurde erwürgt. Die hübsche Kellnerin eines Bahnhofscafés hatte viele Verehrer, war aber in festen Händen. Sollte das Motiv Eifersucht gewesen sein, wäre der Kreis der Verdächtigen groß. Kommissar Keller versucht, dem Täter eine Falle zu stellen. Gastdarsteller: Boy Gobert, Klausjürgen Wussow, Peter Ehrlich, Diana Körner, Gert Haucke, Addi Adametz, Jan Hendriks, Gustl Weishappel, Michael Habeck, Günter Geiermann. | 28. Mai 1971       | Wolfgang Staudte    |
| 36         | 3/11      | Tod eines Ladenbesitzers                        | Kramladenbesitzer Heinze wird ermordet. Der Verdacht fällt auf verschiedene Bewohner des nahe gelegenen Seniorenheimes. Der Kommissar ermittelt unter Rentnern, Kriegsveteranen und verschrobenen Käuzen. Gastdarsteller: Curt Bois, Hans Hermann Schaufuß, Fritz Rasp, Werner Kreindl, Margarethe von Trotta, Sigurd Fitzek, Max Grießer, Karl Obermayr. | 18. Juni 1971      | Wolfgang Staudte    |
| 37         | 3/12      | Die andere Seite der Straße                     | Ein Mann wurde erschossen. Die Ermittlungen führen in die Halbwelt. Dort ist niemand begeistert von der Idee, der Polizei zu helfen. Dann gibt es ein zweites Opfer und der Kommissar beschließt, dem Täter eine Falle zu stellen. Gastdarsteller: Christine Ostermayer, Bruno Hübner, Gerd Baltus, Lieselotte Quilling, Klaus Höhne, Wolfried Lier, Hans Brenner, Kurt Beck. | 10. Sep. 1971      | Theodor Grädler     |
| 38         | 4/1       | Grau-roter Morgen                               | Ein heroinabhängiges Mädchen wird erschossen an der Isar aufgefunden. Die Ermittlungen führen in ein außergewöhnlich drastisch geschildertes Milieu und die Abgründe einer Familie, die an der Drogensucht der Tochter zerbrochen ist. Gastdarsteller: Lilli Palmer, Hans Caninenberg, Sabine Sinjen, Annemarie Wendl, Michael Hinz, Fred Haltiner, Harry Engel, Carin Braun. | 1. Okt. 1971       | Theodor Grädler     |
| 39         | 4/2       | Als die Blumen Trauer trugen                    | Dr. Trotta wird in seinem Garten erschossen. Ungewöhnlich war seine Begeisterung für die seltsame Band Joker Five, mit der ihn nicht nur die Liebe zur Musik verbindet. Kommissar Keller vermutet den Täter unter den Musikern, aber die Situation ist komplizierter als es anfangs den Anschein hat. Gastdarsteller: Paul Hoffmann, Inge Birkmann, Heinz Ehrenfreund, Sylvia Lukan, Klaus Wildbolz, Thomas Piper, Ruth Drexel, Lambert Hamel, Margit Weinert, Kurt Klopsch. | 22. Okt. 1971      | Dietrich Haugk      |
| 40         | 4/3       | Der Tod des Herrn Kurusch                       | Herr Kurusch ist Besitzer eines Mietshauses und seinen Mietern gegenüber ein großer Despot. Die Miete wird persönlich und in bar kassiert, nicht die einzige Schikane. Einer der Mieter beschließt, ihn zu ermorden und ihm das Bargeld abzunehmen. Als er mit einem Hammer bewaffnet in die Wohnung des Vermieters eindringt, ist er zu spät gekommen: Kurusch ist bereits ermordet, er aber jetzt unfreiwillig zum Hauptverdächtigen geworden. Gastdarsteller: Cornelia Froboess, Wolfgang Büttner, Volkert Kraeft, Christiane Krüger, Martha Wallner, Heinz Baumann, Otto Bolesch, Hannes Kaetner, Margit Weinert, Wolfgang Engels.                             | 12. Nov. 1971      | Theodor Grädler     |
| 41         | 4/4       | Kellner Windeck                                 | Ein Kellner wurde erwürgt und in einen Brunnen geworfen. Zwar war er bei seinen Gästen sehr beliebt, aber bald stellt sich heraus, dass dies insbesondere für einige weibliche Besucher galt. Der Kommissar vermutet einen eifersüchtigen Ehemann als Täter. Die zweite Folge, in der Erik Ode Regie führt. Gastdarsteller: Michael Verhoeven, Claus Biederstaedt, Rose-Marie Kirstein, Angela Salloker, Edith Heerdegen, Inge Langen, Hans Korte, Thomas Frey, Axel Scholtz, Iris Berben. | 26. Nov. 1971      | Erik Ode            |
| 42         | 4/5       | Ein rätselhafter Mord                           | Ein Student wird auf offener Straße erschossen. Die Kugel konnte nur aus einem bestimmten Haus kommen. Mal wieder führen die Ermittlungen in den seltsamen Mikrokosmos eines Mietshauses voller verschrobener Bewohner. Gastdarsteller: Maria Wimmer, Herbert Fleischmann, Dieter Borsche, Jane Tilden, Donata Höffer, Eva-Ingeborg Scholz, Hansi Jochmann, Heidi Stroh, Manfred Seipold, Thomas Astan, Johannes Buzalski, Günther Kaufmann, Willy Schäfer, Günter Geiermann. | 17. Dez. 1971      | Wolfgang Staudte    |
| 43         | 4/6       | Traum eines Wahnsinnigen                        | Zwei Morde in der Psychiatrie. Einzig in Frage kommender Täter ist der Verwandlungskünstler Kabisch. Der aber versteckt sich hinter immer anderen Masken. Zirkusvolk, Wahnsinnige, ein philosophischer Mörder mit Weltveränderungs-Theorien und psychiatrische Vorkommnisse am Rande der Parapsychologie bilden den Rahmen. Der Täter ist zwar von Anfang an bekannt, aber sein Aussehen nicht, dazu Horst Frank in einer Sechsfachrolle. Eine sehr ungewöhnliche und experimentelle Folge. Gastdarsteller: Curd Jürgens, Christine Kaufmann, Günther Stoll, Wera Frydtberg, Horst Frank, Alfons Höckmann, Horst Sachtleben, Victor Beaumont.                      | 28. Jan. 1972      | Wolfgang Becker     |
| 44         | 4/7       | Die Tote im Park                                | Eine ermordete Prostituierte wird im Englischen Garten aufgefunden. Der Kreis der Verdächtigen ist entsprechend groß. Hinzu kommen zwischenmenschliche Problematiken: Ihre Familie wusste nichts von ihrer Tätigkeit. Gastdarsteller: Martin Held, Heidelinde Weis, Siegfried Lowitz, Siegfried Wischnewski, Ethel Reschke, Ann Höling, Willy Semmelrogge. | 18. Feb. 1972      | Wolfgang Staudte    |
| 45         | 4/8       | Schwester Ignatia                               | Die Gemeindeschwester Ignatia kümmert sich um soziale Härtefälle. Sie versucht, die Not der Ärmsten und Heruntergekommensten in den Elendsquartieren der Stadt zu lindern. Als sie Zeugin eines Mordes wird, erkennt sie in einem der Täter den Sohn einer zerrütteten Familie wieder, die sie betreut. Nun steht sie vor einem Gewissenskonflikt: Soll sie dem Kommissar helfen, den Mord aufzuklären, oder in einem Akt christlicher Barmherzigkeit sich um den Täter kümmern? Gastdarsteller: Maria Becker, Romuald Pekny, Ini Assmann, Berta Drews, Volker Eckstein, Jan Hendriks, Otto Bolesch.                                                               | 10. März 1972      | Dietrich Haugk      |
| 46         | 4/9       | Überlegungen eines Mörders                      | Mordanschlag auf einen Fabrikanten. Der wie auch seine Frau werden unter Polizeischutz gestellt. Bald vermutet der Kommissar den Täter im nächsten Umfeld des Unternehmers. Gastdarsteller: Harry Meyen, Nadja Tiller, Grit Boettcher, Ernst Stankovski, Christiane Rücker, Claudia Butenuth. | 24. März 1972      | Dietrich Haugk      |
| 47         | 4/10      | Tod eines Schulmädchens                         | Eine Schülerin wird scheinbar vollkommen sinnlos ermordet. Bald jedoch findet der Kommissar heraus, dass das Schulmädchen kein Engel war und unter den Lehrern einige Feinde hatte. Ein Motiv? Gastdarsteller: Heinz Bennent, Ella Büchi, Helga Anders, Simone Rethel, Andreas Seyferth, Wolfgang Preiss, Hartmut Reck, Peter Schütte, Maria Landrock, Wolfried Lier, Günter Geiermann, Gerhard Acktun, Pierre Franckh. | 21. Apr. 1972      | Theodor Grädler     |
| 48         | 4/11      | Toter gesucht                                   | Ein Bekannter des Kommissars spricht diesen an, er vermutet, dass sein Sohn einen Mord begangen hat. Aber es gibt keine Leiche und keinen weiteren Hinweis auf ein derartiges Verbrechen. Kommissar Keller beginnt dennoch, Ermittlungen in einem Fall voller Indizien aufzunehmen. Gastdarsteller: Bernhard Wicki, Christoph Bantzer, Rose Renée Roth, Eleonore Weisgerber. | 12. Mai 1972       | Theodor Grädler     |
| 49         | 4/12      | Ein Amoklauf                                    | Der mehrfache Mörder Weissmann flieht aus dem Gefängnis. Kommissar Keller befürchtet, dass er sich an alten Bekannten rächen will und ein Blutbad veranstalten könnte. In einem Spiel gegen die Zeit wird seine Spur aufgenommen, um ihm zuvorzukommen. Bald stellt sich heraus, dass sein Fall von damals einige Ungereimtheiten aufweist. Gastdarsteller: Gerd Baltus, Krista Keller, Götz George, Elisabeth Wiedemann, Charles Regnier, Hans Quest, Ingrid Capelle, Lisa Helwig, Hans-Michael Rehberg, Lambert Hamel, Rosl Mayr, Ellen Umlauf, Willy Schäfer, Günter Geiermann.                                                                                 | 2. Juni 1972       | Wolfgang Becker     |
| 50         | 5/1       | Der Tennisplatz                                 | Ein ermordeter Obdachloser wird aufgefunden. An seinen Schuhen finden sich Spuren roter Erde, die auf einen Tennisplatz hinweisen. Bei Ermittlungen im Milieu erfährt der Kommissar, dass der Tote kürzlich unerklärlicherweise zu Geld gekommen ist. Gastdarsteller: Rudolf Platte, Peter Fricke, Evelyn Opela, Hermann Lenschau, Bruno Hübner, Roger Fritz, Gaby Dohm, Dirk Dautzenberg, Kai Taschner, Wolfried Lier, Dietrich Thoms, Heini Göbel. | 30. Juni 1972      | Theodor Grädler     |
| 51         | 5/2       | Fluchtwege                                      | Ein junges Mädchen aus prekären Familienverhältnissen flüchtet aus dem Erziehungsheim. Kurz darauf wird ihr herrschsüchtiger Vater ermordet aufgefunden. Die Ermittlungen gestalten sich äußerst schwierig, und eine Spur führt zu dem wohlhabenden Sohn eines Industriellen. Gastdarsteller: Monica Bleibtreu, Joachim Ansorge, Carl Lange, Ursula Grabley, Martin Semmelrogge, Eva-Ingeborg Scholz, Dinah Hinz, Robert Naegele, Franziska Liebing. | 6. Okt. 1972       | Wolfgang Becker     |
| 52         | 5/3       | Das Ende eines Humoristen                       | Erwin Waldermann ist ein Humorist, scheinbar eine Frohnatur, der sein Geld durch Unterhaltung und Komik verdient. Als seine Tochter tot im Park aufgefunden wird, muss der Kommissar ermitteln. Er trifft hinter der Fassade auf eine zerrüttete Existenz, einen gebrochenen Menschen voller Tragik und Verzweiflung. Dies ist die einzige Folge, in der kein einziger Protagonist sichtbar Alkohol konsumiert bzw. darüber berichtet, dies zu tun. Gastdarsteller: Hanns Ernst Jäger, Alfred Balthoff, Christiane Schröder, Hilde Weissner, Manfred Seipold, Wolfgang Völz, Olga von Togni.                                                                       | 3. Nov. 1972       | Theodor Grädler     |
| 53         | 5/4       | Mykonos                                         | Ein Ermordeter wird gefunden. Er kam gerade zurück von Mykonos. Die Spur führt ins Drogenmilieu, das von ganz oben bis ganz unten durchleuchtet wird: von der Schickeria der Großhändler bis zu einem Hippielokal namens Nirvana, in dem Harry undercover ermitteln muss. Gastdarsteller: Maresa Hörbiger, Bernd Herzsprung, Karl John, Irmgard Först, Ullrich Haupt, Fred Haltiner, Ruth Hausmeister, Otto Stern, Dieter Prochnow. | 24. Nov. 1972      | Jürgen Goslar       |
| 54         | 5/5       | Blinde Spiele                                   | Im Starnberger See treibt ein Ruderboot, in dem sich eine Leiche befindet. Erst nach schwierigen Ermittlungen kann die Identität des Toten geklärt werden. Ein Mitglied der Oberschicht, die sich wenig gesprächsbereit zeigt und einiges zu verbergen hat. Die betont anti-bürgerlichen Ansichten der Familie des Opfers brechen langsam zusammen. Gastdarsteller: Johanna von Koczian, Anaid Iplicjian, Ruth Maria Kubitschek, Hellmut Lange, Pierre Franckh, Robert Freitag, Heinz Moog, Michaela Klarwein. | 22. Dez. 1972      | Theodor Grädler     |
| 55         | 5/6       | Rudek                                           | Zwei Geschäftsmänner begeben sich in das Bordell eines Zuhälters namens Derrick, in dem sich sehr junge Mädchen prostituieren. Zur großen Überraschung eines der Freier ist das Mädchen, das ihm angeboten wird, seine Tochter. Am nächsten Tag ist Derrick tot. Gastdarsteller: Ernst Schröder, Siegfried Lowitz, Edda Seippel, Klaus Schwarzkopf, Ilona Grübel, Hildegard Krekel, Charlotte Kerr, Sky du Mont, Trude Breitschopf, Alexander Allerson. | 12. Jan. 1973      | Charles Regnier     |
| 56         | 5/7       | Tod eines Hippiemädchens                        | An einer Straßenbahnhaltestelle wird ein totes Hippiemädchen aufgefunden. Trotz ihres unangepassten Lebens in einer Kommune hatte sie ein Verhältnis mit einem bürgerlichen Juristen, sehr zum Missfallen von dessen Familie. Die Untersuchungen erstrecken sich in sehr unterschiedliche Milieus. Auszüge aus dieser Folge tauchten als Samples in den Stücken Television und Der Kommissar von The Wirtschaftswunder auf. Gastdarsteller: Herbert Mensching, Brigitte Horney, Kornelia Boje, Werner Pochath, Dorothea Wieck, Franziska Liebing, Alfred Pongratz.                                                                                                 | 2. Feb. 1973       | Theodor Grädler     |
| 57         | 5/8       | Das Komplott                                    | Ein reicher Unternehmer wird ermordet vor seinem aufgebrochenen Tresor gefunden. Der Mitarbeiter, der den Toten gefunden hat, hatte noch kurz zuvor mit diesem telefoniert. Aber die Zeit zwischen Telefonat und Auffinden des Getöteten scheint zu kurz für einen Mord. Gastdarsteller: Leopold Rudolf, Charles Regnier, Udo Vioff, Nina Sandt, Wolf Roth, Rose Renée Roth, Gustl Weishappel, Ingrid Steeger. | 23. Feb. 1973      | Wolfgang Staudte    |
| 58         | 5/9       | Schwarzes Dreieck                               | Frau Alsberg, eigentlich keine besonders religiöse Frau, begleitet ihre Freundin überraschend zur Kirche. Als sie zurückkehrt, liegt ihr Mann tot in der Badewanne. Was nach einem Unfall aussieht, bringt der Witwe einige Vorteile. Auch scheint die Ehe alles andere als glücklich gewesen zu sein. Und dann gibt es noch zwei Freundinnen von Frau Alsberg, die ebenfalls sehr verdächtig scheinen. Gastdarsteller: Käthe Gold, Angela Salloker, Edith Schultze-Westrum, Karl Walter Diess, Peter Fricke, Sigfrit Steiner, Tilo von Berlepsch, Ethel Reschke, Hans Pössenbacher.                                                                               | 16. März 1973      | Theodor Grädler     |
| 59         | 5/10      | Der Tod von Karin W.                            | Die siebzehnjährige Karin Winter wird erschossen. Die Ermittlungen führen in unfassbare Zustände. Karin wurde von der Jugendfürsorge betreut und mit Einverständnis ihrer sexsüchtigen Mutter mehrmals von deren Liebhaber missbraucht. Der Kommissar deckt ein Milieu von Gefühllosigkeit, Unmenschlichkeit und Verwahrlosung auf. Gastdarsteller: Ida Krottendorf, Maria Schell, Simone Rethel, Harald Leipnitz, Wera Frydtberg, Annemarie Wendl, Dietrich Thoms. | 6. Apr. 1973       | Theodor Grädler     |
| 60         | 5/11      | Die Nacht, in der Basseck starb                 | Der zwielichtige Barbesitzer Basseck wird in seiner Wohnung ermordet. Anscheinend ein Routinefall aus der Halbwelt. Der Ermordete, so stellt sich schnell heraus, war nicht gerade ein netter Mensch. In dieser Episode gibt es einen Auftritt von The Les Humphries Singers. Gastdarsteller: Evelyn Opela, Joachim Bißmeier, Horst Tappert, Rose-Marie Kirstein, Jürgen Goslar, Hannes Kaetner. | 27. Apr. 1973      | Wolfgang Staudte    |
| 61         | 5/12      | Der Geigenspieler                               | Ein Geigenvirtuose wird im Zug ermordet. Keine Zeugen, kein eindeutig bestimmbarer Tatort und kein erkennbares Motiv, die Ermittlungen scheinen aussichtslos. Aber dann erfährt der Kommissar, dass eine anonyme Anruferin den Musiker davor warnte, in den Zug zu steigen. Ermittlungen in der Gesellschaft klassischer Musiker. Gastdarsteller: Sonja Ziemann, Elisabeth Flickenschildt, Heinz Bennent, Erik Schumann, Günther Stoll, Willy Semmelrogge, Walter Ladengast. | 18. Mai 1973       | Theodor Grädler     |
| 62         | 6/1       | Ein Funken in der Kälte                         | Eine in die Jahre gekommene Prostituierte wird ermordet. Kolleginnen, die helfen wollen, werden von ihren Zuhältern verprügelt – Einblicke in eine brutale und verschwiegene Welt. Und dann wird noch ein Mordanschlag auf Harry verübt. Gastdarsteller: Klaus Behrendt, Mady Rahl, Hans Brenner, Gretl Schörg, Lilith Ungerer, Horst Sachtleben, Walter Sedlmayr, Carlamaria Heim. | 8. Juni 1973       | Wolfgang Staudte    |
| 63         | 6/2       | Sonderbare Vorfälle im Hause von Professor S.   | Einbruch bei einem Psychiater. Die Haushälterin überrascht den Einbrecher und wird von ihm ermordet. Aber es wurde gar nichts gestohlen oder beschädigt. Ein Sinn der Tat scheint nicht vorhanden. Der Kommissar vermutet einen Patienten als Täter. Gastdarsteller: Hans Caninenberg, Anneliese Uhlig, Mathieu Carrière, Günther Ungeheuer, Margarethe von Trotta, Lisa Helwig. | 21. Sep. 1973      | Wolfgang Becker     |
| 64         | 6/3       | Ein Mädchen nachts auf der Straße               | In einem Luxusappartement wird eine ermordete Studentin gefunden. Ein reicher Unternehmer hatte sie dort untergebracht, nachdem er sie ein Jahr zuvor auf der Straße aufgegabelt hatte. Er hatte an ihrer unbeschwerten Art Gefallen gefunden und sie ausgehalten, sehr zum Unwillen seiner Frau. Aber auch sein Sohn hatte ein Auge auf die junge Frau geworfen. Gastdarsteller: Curd Jürgens, Inge Birkmann, Uschi Glas, Amadeus August, Dieter Eppler, Erni Singerl, Hans Elwenspoek. | 5. Okt. 1973       | Theodor Grädler     |
| 65         | 6/4       | Sommerpension                                   | Ein erschlagener Mann liegt im Moor. Es gibt keinerlei Anhaltspunkte dafür, was geschehen ist. Einzige Spur ist eine Pension in der Nähe, die von dubiosen Gästen bevölkert wird. Der Kommissar mietet sich ebenfalls ein. Gastdarsteller: Marianne Hoppe, Hans Schweikart, Bruni Löbel, Erika von Thellmann, Gerlinde Döberl, Götz George, Lis Verhoeven, Charlotte Witthauer, Otto Kurth, Heini Göbel, Wolfried Lier. | 2. Nov. 1973       | Jürgen Goslar       |
| 66         | 6/5       | Herr und Frau Brandes                           | Das Ehepaar Brandes und ihr zurückgebliebener Sohn leben abgeschieden auf einem Bauernhof. Als ein Mord in der Nähe geschieht, wird ihre Einsamkeit durch Ermittlungen des Kommissars gestört. Aber man zeigt wenig Bereitschaft, bei der Aufklärung des Falles zu helfen. Gastdarsteller: Agnes Fink, Bernhard Wicki, Andreas Seyferth, Gisela Stein, Hilde Volk, Paul Hoffmann. | 30. Nov. 1973      | Leopold Lindtberg   |
| 67         | 6/6       | Tod eines Buchhändlers                          | Ein Buchhändler liegt tot am Isarufer. Er war schwer alkoholisiert, keine Ausnahme: Jedes Wochenende hatte er sich betrunken und anschließend seine Frau verprügelt. Kommissar Keller vermutet darin ein Motiv. Gastdarsteller: Judy Winter, Werner Bruhns, Peter Carsten, Pierre Franckh, Eva Brumby, Renate Grosser, Maria Brockerhoff, Marilene von Bethmann. | 28. Dez. 1973      | Theodor Grädler     |
| 68         | 6/7       | Domanns Mörder                                  | Im Hause eines Unternehmers wird eine Leiche gefunden. Der Getötete ist nicht nur ein Studienkollege des Sohnes, sondern auch der Liebhaber der Frau des Fabrikanten. Am liebsten hätten die beiden den Toten verschwinden lassen, aber sie werden von der Haushälterin überrascht. Ermittlungen in einem komplizierten zwischenmenschlichen Geflecht. Gastdarsteller: Erich Schellow, Gisela Uhlen, Gustl Halenke, Peter Chatel, Gitty Djamal, Michael Maien, Horst Sachtleben, Irina Wanka. | 11. Jan. 1974      | Wolfgang Becker     |
| 69         | 6/8       | Ein Anteil am Leben                             | Eine Putzfrau wird Zeuge am Mord ihrer Vermieterin. Aber sie schweigt beharrlich und will nichts gesehen haben. Plötzlich scheint sie zu Reichtum gekommen zu sein. Der Kommissar geht davon aus, dass jemand Schweigegeld gezahlt hat. Gastdarsteller: Käthe Gold, Kurt Meisel, Dieter Schidor, Heidi Stroh, Katharina de Bruyn, Hans Baur, Otto Bolesch, Sky du Mont, Maxl Graf, Gustl Weishappel, Paul Neuhaus, Robert Jarczyk. | 8. Feb. 1974       | Ullrich Haupt       |
| 70         | 6/9       | Die Nacht mit Lansky                            | Privates Treffen des Teams bei Robert Heines. Plötzlich taucht dessen Nachbarin auf und bittet um Hilfe. Ihr Mann ist verstört von einer Geschäftsreise zurückgekehrt und an seinen Koffern befindet sich Blut. Der Kommissar weiß sofort, dass seine Freizeit hier endet. Die dritte und letzte Folge, in der Erik Ode selbst Regie führt. Gastdarsteller: René Deltgen, Heli Finkenzeller, Eckart Dux, Ruth Hausmeister, Hannes Gromball, Veronika Faber. | 22. Feb. 1974      | Erik Ode            |
| 71         | 6/10      | Spur von kleinen Füßen                          | Ein totes Mädchen ohne Hinweise auf ihre Identität wird gefunden. Nur mit Hilfe der Öffentlichkeit gelingt es, ihre Geschichte zu rekonstruieren. In dieser Folge gibt Harry Klein nach sechs Jahren seinen Abschied und sein Bruder Erwin den Einstand. Zum Abschied schenkt Harry seinem Chef einen Schlammbeißer, danach wechselt er zu Oberinspektor Derrick. Gastdarsteller: Sabine Sinjen, Peter Ehrlich, Udo Vioff, Günther Neutze, Alice Treff, Martin Lüttge, Elfriede Kuzmany, Maria Paudler, Hans Hermann Schaufuß, Lilith Ungerer, Harry Engel, Anita Höfer.                                                                                           | 22. März 1974      | Theodor Grädler     |
| 72         | 6/11      | Drei Brüder                                     | Spirituosenhändler Egert wird von einem Dieb mit der Schnapsflasche erschlagen. Sterbend kann er noch den Nachnamen des Täters nennen. Aber zu diesem Namen gibt es drei Brüder, die sich gegenseitig decken. Keller nennt Erwin versehentlich „Harry“. Gastdarsteller: Evelyn Opela, Horst Frank, Ralf Schermuly, Manfred Seipold, Antje Weisgerber, Wolfgang Völz, Dietrich Thoms, Margit Weinert, Wolfgang Engels. | 26. Apr. 1974      | Theodor Grädler     |
| 73         | 6/12      | Tod eines Landstreichers                        | Ein ermordeter Landstreicher liegt unweit einer Brücke an der Straße. Doch hier war nicht der Tatort. Der Kommissar trifft ein paar Freunde des Toten im Milieu. Auch hier hat Keller Schwierigkeiten, Erwin richtig anzusprechen. Gastdarsteller: Hans Schweikart, Klaus Schwarzkopf, Walter Kohut, Konrad Georg, Paul Dahlke, Eva Vaitl, Elisabeth Orth, Lisa Helwig, Walter Sedlmayr. | 24. Mai 1974       | Jürgen Goslar       |
| 74         | 7/1       | Mit den Augen eines Mörders                     | Ein erwürgtes Schulmädchen gibt dem Kommissar und seinem Team Rätsel auf. Durch die Befragung zahlreicher Zeugen rekonstruieren sie die letzten Stunden des Opfers. Aber einer der Zeugen muss gelogen haben. Gastdarsteller: Wolfgang Weiser, Michael Heltau, Susanne Uhlen, Maria Sebaldt, Gerd Baltus, Ruth Maria Kubitschek, Simone Rethel, Peter Martin Urtel, Günter Clemens, Roald Raschner. | 28. Juni 1974      | Theodor Grädler     |
| 75         | 7/2       | Im Jagdhaus                                     | Der Industrielle Schenk wird in seinem Jagdhaus erschossen. Der Kommissar vermutet den Täter unter den Familienmitgliedern. Aber die sind nicht kooperativ und versorgen sich gegenseitig mit Alibis. Gastdarsteller: Herbert Fleischmann, Ursula Lingen, Harry Meyen, Klaus Herm, Eleonore Weisgerber, Sabina Trooger, Willy Schultes, Max Grießer. | 12. Juli 1974      | Gottfried Reinhardt |
| 76         | 7/3       | Sein letzter Coup                               | Ein Toter wird vor der Tür des Polizeireviers abgelegt. Es handelt sich um einen Informanten, die Tat war ein Racheakt der Unterwelt. Dort steht jemand unmittelbar vor einem großen Coup. Gastdarsteller: Peter Vogel, Eva Pflug, Walter Buschhoff, Peter Lühr, Günther Stoll, Michael Hinz, Willy Schäfer, Hans Zander, Donna Hightower, Arthur Binder. | 26. Juli 1974      | Helmuth Ashley      |
| 77         | 7/4       | Ohne auf Wiedersehen zu sagen                   | Eine ermordete Ausreißerin wird gefunden. Ihre Flucht aus der bürgerlichen Welt hatte sie nicht allein gemacht. Ihre Freundin, die die Tat beobachtet haben dürfte, ist nun in großer Gefahr. Aber von ihr fehlt jede Spur. Gastdarsteller: Heinz Reincke, Wolfgang Wahl, Anita Höfer, Dieter Augustin, Trude Heess, Bernd Herberger, Katharina Seyferth. | 9. Aug. 1974       | Jürgen Goslar       |
| 78         | 7/5       | Schwierigkeiten eines Außenseiters              | Ladenbesitzer Domrose wird von einem Einbrecher erschlagen. Der Fall scheint klar. Der als Taugenichts bekannte Theo Klinger ist einziger Tatverdächtiger. Das aber scheint dem Kommissar zu einfach. Gastdarsteller: Elfriede Irrall, Raimund Harmstorf, Curt Bois, Joachim Ansorge, Dirk Dautzenberg, Rosl Mayr. | 30. Aug. 1974      | Michael Braun       |
| 79         | 7/6       | Jähes Ende einer interessanten Beziehung        | Ein Ermordeter hat zwei Verlobungsringe in der Tasche, als man ihn auf der Straße findet. Die Ermittlungen ergeben, dass die Beziehung zu einer Studienrätin einige Fragen aufwirft. Robert Heines zeigt im Gespräch mit einem Vikar seine philosophische Seite: „Sie müssen an das Gute im Menschen glauben, wir müssen daran zweifeln.“ Gastdarsteller: Johanna von Koczian, Vadim Glowna, Klaus Löwitsch, Doris Schade, Werner Hinz, Brigitte Horney, Eduard Linkers, Veit Relin. | 27. Sep. 1974      | Theodor Grädler     |
| 80         | 7/7       | Der Segelbootmord                               | Ein Geschäftsmann hat sich scheiden lassen und eine weitaus jüngere Frau geheiratet. Bei einem Bootsausflug verunglückt diese scheinbar tödlich. Aber der Kommissar entdeckt, dass es kein Unfall war, sondern ein ausgeklügeltes Verbrechen. Gastdarsteller: Ruth Leuwerik, Peter Pasetti, Michael Ande, Joachim Wichmann, Gerlinde Döberl, Rainer Penkert, Günter Geiermann, Peter Böhlke. | 25. Okt. 1974      | Wolfgang Becker     |
| 81         | 7/8       | Der Liebespaarmörder                            | In einem Café nahe der Bavaria Film bedient die hübsche Anita König, die zahlreiche männliche Gäste anlockt. Aber sie ist in festen Händen und lässt alle Verehrer abblitzen. Als ihr Freund bei einem Schäferstündchen ermordet wird, ermittelt der Kommissar im Café und trifft dort auf verdächtige Gäste und Betreiber gleichermaßen. Gastdarsteller: Claus Biederstaedt, Ruth Maria Kubitschek, Christiane Krüger, Rolf Henniger, Thomas Piper, Fritz Tillmann, Jan Hendriks, Ruth Hausmeister, Johannes Schauer. | 29. Nov. 1974      | Michael Braun       |
| 82         | 7/9       | Traumbilder                                     | Ein Anruf eines bedrohten Mannes ruft den Kommissar in eine Seitenstraße. Er trifft zu spät ein und sieht noch, wie der Mann erschossen wird. Dabei wird auch Keller von einer Kugel verletzt. Er übernimmt die Ermittlungen vom Krankenbett aus. Gastdarsteller: Paul Hubschmid, Sabine von Maydell, Harry Meyen, Inge Langen, Alexander Golling, Peter Chatel, Wolfried Lier, Hans Stadtmüller. | 27. Dez. 1974      | Helmuth Ashley      |
| 83         | 0/0       | Das goldene Pflaster                            | Ein türkischer Gastarbeiter wird ermordet vor sein Wohnhaus gelegt. Bei den Ermittlungen stößt die Polizei auf eine Schleuserbande, die Türken illegal nach Deutschland schafft. Die Spur führt nach Wien, wo der Kommissar gerade zur Kur aufgrund der Schussverletzung aus der vorangegangenen Folge ist. Es kommt zu einer Zusammenarbeit mit der österreichischen Polizei. Diese Episode wurde seit der Erstausstrahlung nicht wieder im deutschen Fernsehen gezeigt. Gastdarsteller: Fritz Muliar, Traugott Buhre, Wolfgang Gasser, Hugo Gottschlich, Rose Renée Roth, Jane Tilden, Walter Sedlmayr, Ellen Umlauf, Alexander Trojan, Herbert Prikopa.         | 10. Jan. 1975      | Wolfgang Becker     |
| 84         | 7/10      | Am Rande der Ereignisse                         | Ein Kunstexperte wird ermordet. Der Kommissar konzentriert seine Ermittlung auf eine Sekretärin, die unmittelbar vor der Tat noch einen Brief für das Opfer schrieb. Heines ermittelt unter falscher Identität. In einer Szene muss er ein Telefonat mit seinem Chef vor Zeugen tarnen und redet den Kommissar ständig mit Schatz und Liebling an. Gastdarsteller: Maria Schell, Romuald Pekny, Werner Pochath, Eva-Ingeborg Scholz, Erik Schumann, Paul Edwin Roth, Eva Meier, Heini Göbel, Gaby Fischer. | 31. Jan. 1975      | Theodor Grädler     |
| 85         | 7/11      | Warum es ein Fehler war, Beckmann zu erschießen | Ein Geldtransporter wird überfallen, einer der Fahrer erschossen. Die Ermittlungen wecken den Verdacht, dass das Opfer mit den Verbrechern unter einer Decke steckte. Gastdarsteller: Will Quadflieg, Alwy Becker, Gerd Böckmann, Hans Brenner, Jörg Pleva, Dirk Dautzenberg, Barbara Gallauner, Rose-Marie Kirstein, Reinhard Kolldehoff, Veronika Faber, Ulli Kinalzik. | 14. Feb. 1975      | Michael Braun       |
| 86         | 7/12      | Ein Mord auf dem Lande                          | Alfons Tolke ist ein Gastwirt in einem kleinen Dorf und reichster Bewohner des Ortes. Er glaubt, mit den anderen Bewohnern nach Gutsherrenart umspringen zu können, da die meisten auf die ein oder andere Art von ihm abhängig sind. Am ärgsten betroffen sind jedoch seine Kinder, die er regelmäßig verprügelt wenn er betrunken ist. Als Tolke ermordet wird, ist niemand überrascht, und der Kreis der Verdächtigen ist groß. Gastdarsteller: Walter Sedlmayr, Lis Verhoeven, Martin Semmelrogge, Jutta Speidel, Frithjof Vierock, Werner Kreindl, Ella Büchi, Willy Schultes, Toni Berger, Fritz Straßner.                                                   | 14. März 1975      | Theodor Grädler     |
| 87         | 0/0       | Der Mord an Doktor Winter                       | Oberstudienrat Dr. Winter wird erschossen in einem Straßengraben gefunden. Bei ihren Ermittlungen finden Kommissar Keller und sein Team heraus, dass Dr. Winter ein sehr verschlossener Mensch war, voller Misstrauen gegenüber seinen Mitmenschen. Von den Schülern und auch von einigen Kollegen erntete er nur Hohn und Spott. Nur die Schülerin Hanna Bauer hat scheinbar Zugang zu ihm gefunden. Am Ende des Abspanns kommt erstmals der Hinweis Die Handlung ist frei erfunden... Gastdarsteller: Rudolf Platte, Marianne Hoppe, Andrea L’Arronge, Werner Schnitzer, Sascha Hehn, Xenia Pörtner, Heinz Meier, Frederic Meisner, Helmut Pick, Regina Lemnitz. | 25. Apr. 1975      | Johannes Schaaf     |
| 88         | 8/1       | Die Kusine                                      | Ein Werbegrafiker ist ermordet worden. Kurz vor seinem Tode ist er in Begleitung eines sehr jungen Mädchens beobachtet worden. Aber die Identität des Mädchens kann nicht geklärt werden. Dann geschieht ein zweiter Mord, auch dieses Opfer wurde mit der jungen Frau gesehen. Gastdarsteller: Udo Vioff, Agnes Dünneisen, Rainer Basedow, Thomas Astan, Sigurd Fitzek, Joachim Regelien, Charlotte Witthauer, Liane Hielscher, Louise Martini, Klaus Havenstein, Veronika Fitz, Michael Mendl, Uwe Dallmeier, Harry Kalenberg, Willy Harlander. | 23. Mai 1975       | Helmuth Ashley      |
| 89         | 8/2       | Sturz aus großer Höhe                           | Zu Beginn scheint es sich um einen Routinefall zu handeln: Ein Einbrecher ist abgestürzt und zu Tode gekommen. Aber der Kommissar entdeckt Ungereimtheiten. Die Musik zu dieser Folge stammt von der deutschen Band Can. Gastdarsteller: Walter Giller, Hans Dieter Zeidler, Wolfram Weniger, Kathrin Ackermann, Johannes Schaaf, Rebecca Völz, Ulrich Beiger, Wilmut Borell, Klaus Abramowsky. | 20. Juni 1975      | Michael Braun       |
| 90         | 8/3       | Noch zehn Minuten zu leben                      | Ein Industrieller wird ermordet während er eine Party gibt. Alles scheint auf einen Einbrecher hinzuweisen, bis der Kommissar Anzeichen für einen geplanten Mord findet. Gastdarsteller: Christine Wodetzky, Wolfgang Stumpf, Jürgen Goslar, Gerlinde Locker, Ute Willing, Eric Pohlmann, Tilo von Berlepsch, Margit Symo, Rolf Wanka, Ingrid Capelle. | 25. Juli 1975      | Theodor Grädler     |
| 91         | 8/4       | Der Tod des Apothekers                          | Ein junger Mann erscheint im Polizeirevier und meldet, dass sein Onkel, ein Apotheker, mit 400.000 DM Lösegeld aufgebrochen sei, um seine entführte Frau frei zu kaufen. Die Polizei zweifelt den Wahrheitsgehalt dieser Meldung an. Tatsächlich ist die Frau zuhause und weiß nichts von einer Entführung. Aber dann wird der Apotheker gefunden, ermordet. Gastdarsteller: Josef Meinrad, Wolf Roth, Christine Schuberth, Wolf Richards, Gerd Vespermann, Corny Collins, Erich Fritze, Michael Brennicke, Günter Clemens, Johannes Buzalski, Bruno W. Pantel, Annemarie Wendl.                                                                                   | 5. Sep. 1975       | Michael Braun       |
| 92         | 8/5       | Fährt der Zug nach Italien?                     | Am Münchner Hauptbahnhof wird ein verwahrlostes Mädchen aufgegriffen. Zunächst vermutet die Polizei, dass es sich um eine Ausreißerin handelt, aber dann entdecken sie Spuren brutaler Misshandlungen. Als das Kind gegen seinen Willen zuhause abgeliefert wird, finden die Beamten den Vater, einen Tagelöhner und Trinker, ermordet auf. Alle Ermittlungen führen über das verstörte Mädchen. Gastdarsteller: Karin Baal, Peter Kuiper, Anne Bennent, Klaus Löwitsch, Lina Carstens, Günther Haenel, Friedrich Maurer, Hans Hermann Schaufuß, Heini Göbel, Ursula Traun, Karl Obermayr, David Bennent.                                                          | 26. Sep. 1975      | Theodor Grädler     |
| 93         | 8/6       | Ein Playboy segnet das Zeitliche                | Der Playboy Mandy Schulz liebt die Öffentlichkeit und den großen Auftritt. Niemand nimmt es zur Kenntnis, als er von angeblichen Morddrohungen berichtet. Aber als er erschossen wird, muss der Kommissar in einem Fall ermitteln, in dem der Bekanntenkreis des Opfers größer ist als je zuvor. Teile der Episodenmusik stammen von Kraftwerk. Gastdarsteller: Helmuth Lohner, Barbara Rütting, Peter Fricke, Dieter Prochnow, Donata Höffer, Andreas Seyferth, Evelyne Kraft, Kai Fischer, Veronika Fitz, Michael Graeter, Paul Sahner. | 24. Okt. 1975      | Wolfgang Becker     |
| 94         | 8/7       | Mord nach der Uhr                               | Die Schwiegertochter eines Fabrikanten ist ermordet worden. Die gesamte Familie konzentrierte sich nur auf die Firma und deren Belange, bis auf das Mordopfer. Gastdarsteller: Maria Becker, Bruno Dietrich, Detlev Eckstein, Renate Schroeter, Thomas Fritsch, Alexandra Marischka, Herbert Fleischmann, Angelika Zielcke. | 21. Nov. 1975      | Alfred Weidenmann   |
| 95         | 8/8       | Eine Grenzüberschreitung                        | Ein entführter Junge wird ohne Lösegeldzahlung wieder freigelassen. Er konnte den Täter erkennen. Aber der ist, als die Polizei eintrifft, bereits erschossen worden. Gastdarsteller: Elisabeth Wiedemann, Dieter Schidor, Inge Birkmann, Bernd Herzsprung, Dieter Borsche, Claus Biederstaedt, Ekkehardt Belle, Eva-Ingeborg Scholz, Andrea L’Arronge, Herbert Herrmann, Wolfgang Müller, Lisa Helwig, Klaus Abramowsky, Walter Gross. | 19. Dez. 1975      | Michael Braun       |
| 96         | 8/9       | Der Held des Tages                              | Der Filialleiter einer Sparkasse wird gezwungen, Einbrechern Zutritt zur Bank zu verschaffen. Der Sohn des Entführten kann heimlich die Polizei benachrichtigen. Als diese eintrifft, kommt es zu einer Schießerei, bei der ein Polizist getötet wird. Die Presse feiert den Sohn als Helden, aber der Kommissar hat einige Fragen an ihn. Gastdarsteller: Sonja Sutter, Claus Biederstaedt, Johannes Schaaf, Gottfried John, Burkhard Driest, Hans Helmut Dickow, Herbert Steinmetz, Henner Quest, Harry Kalenberg. | 2. Jan. 1976       | Dietrich Haugk      |
| 97         | 8/10      | Tod im Transit                                  | Im Kofferraum eines Autos, das der Inhaber eines Reisebüros zuvor als gestohlen gemeldet hatte, wird die Leiche eines Mannes gefunden. Der Schadensmelder bestreitet, von der Leiche gewusst zu haben. Auf den Kommissar wirkt er jedoch zu nervös. Der Kommissar beendet seine Fernsehkarriere mit den Worten: „Danke euch für alles.“ Gastdarsteller: Peter Fricke, Udo Vioff, Paul Müller, Arthur Brauss, Karl-Otto Alberty, Dirk Dautzenberg, Thomas Astan, Peter Martin Urtel, Karl Obermayr. | 30. Jan. 1976      | Theodor Grädler     |

## Gastauftritt
In der Folge Mein Freund Uwe der Serie Hallo – Hotel Sacher … Portier! von 1975 hat Erik Ode einen Gastauftritt als Kommissar Keller. Er steigt in dem Wiener Hotel Sacher als Gast ab und ermittelt im Fall eines verdächtigen Aushilfskellners: Als Ausländer sind ihm aber die Hände gebunden. Darsteller: Fritz Eckhardt, Klausjürgen Wussow, Ida Krottendorf, Elfriede Ott. Regie: Hermann Kugelstadt.
Der „Gegenbesuch“ des Wiener Tatort-Inspektors Marek erfolgte in der Kommissar-Folge Drei Tote reisen nach Wien (Folge 28). Die beiden lösen den Fall teilweise gemeinsam.